# Deathtrap Dungeon
Deathtrap Dungeon (Brasil: O Calabouço da Morte ou  A Masmorra da Morte / Portugal: A Masmorra Infernal) é o sexto livro-jogo da coleção Fighting Fantasy (que no Brasil e em Portugal recebeu o nome de Aventuras Fantásticas), escrito por Ian Livingstone e ilustrado por Ian McCaig , publicado originalmente em 1984 pela  Puffin Books, em 2002, foi republicado pela Wizard Books.  Foi o quinto livro-jogo da série a ser publicado no Brasil pela editora Marques Saraiva, em 2009 foi republicado pela Jambô com o título  A Masmorra da Morte, em Portugal, foi publicado pela Editorial Verbo com o título de A Masmorra Infernal.

## História
A trama se passa na cidade de Fang, no continente de Allansia, no mundo ficcional de Titan. O protagonista é um aventureiro que deve se submeter a um jogo mortal conhecido como Prova dos Campeões para conquistar uma enorme fortuna. O governante de Fang, o Barão Sukumvit, construiu um elaborado labirinto nas encostas da cidade e o encheu com as criaturas mais terríveis. Todo ano, aventureiros de todos os cantos de Allansia tentam atravessar o labirinto, mas nenhum foi bem-sucedido.
Dentro do calabouço de Sukumvit, o leitor encontrará perigosos monstros e complexas armadilhas na busca de uma saída. Ao longo de sua jornada, encontrará os outros competidores da Prova dos Campeões. Alguns serão amigáveis, outros serão hostis.

## A trilogia de Fang e Port Blacksand
Deathtrap Dungeone é a primeira parte de uma série de três livros-jogos que envolvem a cidade de Fang e o mortífero labirinto de Sukumvit. Os outros são Trial of Champions e Armies of Death.
Uma das personagens do livro, a troll Erva, é citada como sendo irmã de Barriga Azeda, personagem importante do livro-jogo City of Thieves. A corrupta cidade de Port Blacksand também aparece rapidamente em Deathtrap Dungeone.

## Em outras mídias
Em 1998, um vídeo game intitulado Deathtrap Dungeon foi lançado, desenvolvida pela Asylum Studios e publicado pela Eidos Interactive para o PlayStation e Microsoft Windows.
Jamie Wallis adaptou o livro-jogo como aventura de RPG usando o sistema d20, sendo portanto, compatível com a terceira edição de Dungeons & Dragons. A aventura foi publicada pela Myriador em 2003, e reeditada em 2008 pela Greywood Publishing em formato pdf.
Em 2010, o título foi relançado em formato eletrônico para o iPhone e iPad pela Blue Big Bubble. Em 2011, Mark Holdom Inc. anunciou um projeto para adaptar Deathtrap Dungeon para o cinema, segundo ele, será um cruzamento entre Jogos Mortais e Gladiador".